# USS The Sullivans (DD-537)
Pour les autres navires du même nom, voir USS The Sullivans.
Le USS The Sullivans (DD-537) est un destroyer de la classe Fletcher en service dans la Marine des États-Unis (US Navy) pendant la Seconde Guerre mondiale. Le navire a été nommé en l'honneur des cinq frères Sullivan (George, Francis, Joseph, Madison et Albert) âgés de 20 à 27 ans qui ont perdu la vie lorsque leur navire, le USS Juneau (CL-52), a été coulé par le sous-marin de la Marine impériale japonaise I-26 lors de la bataille navale de Guadalcanal le 13 novembre 1942. Il s'agit de la plus grande perte militaire subie par une famille américaine pendant la Seconde Guerre mondiale. Le The Sullivans a également été le premier mis en service dans la marine à honorer plus d'une personne.
Après avoir servi pendant la Seconde Guerre mondiale et la guerre de Corée, le The Sullivans a été affecté à la 6e Flotte (6th Fleet) et a servi de navire-école jusqu'à sa mise hors service le 7 janvier 1965.
En 1977, le The Sullivans et le croiseur USS Little Rock (CG-4) ont été traités pour être donnés au Buffalo and Erie County Naval & Military Park à Buffalo, dans l'État de New York. Il a été classé au registre national des lieux historiques le 14 janvier 1986 et nommé National Historic Landmark le même jour. Le navire sert aujourd'hui de musée commémoratif et peut être visité par le public. Le 13 avril 2022, le The Sullivans a partiellement coulé à cause d'une grave brèche dans sa coque.

## Construction

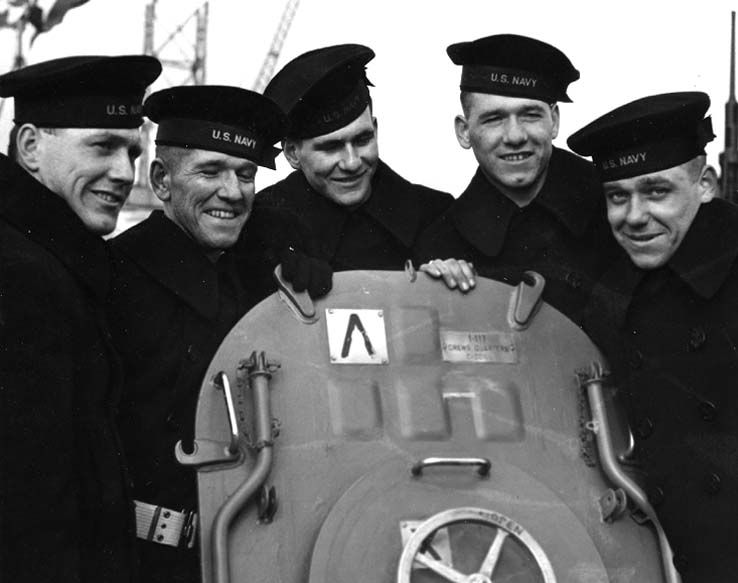
The Sullivan brothers on board the cruiser. De gauche à droite : Joseph, Francis, Albert, Madison, et George Sullivan

Sa quille est posée le 10 octobre 1942 sous le nom de Putnam au chantier naval Union Iron Works (Bethlehem Shipbuilding Corporation) de San Francisco, dans l'état de Californie. Il est d'abord rebaptisé Sullivan jusqu'à ce que le président Franklin Roosevelt change le nom en The Sullivans pour préciser que le nom honore les cinq frères Sullivan. Le nom est rendu officiel le 6 février 1943, Il est lancé le 4 avril 1943; parrainé par Mme Thomas F. Sullivan, la mère des cinq frères Sullivan; et mis en service le 30 septembre 1943.

## Historique

### 1944
Après une croisière d'essai, le The Sullivans a pris la mer avec les navires-jumeaux (sister ship) USS Dortch (DD-670) et USS Gatling (DD-671) le 23 décembre 1943. Le groupe arrive à Pearl Harbor cinq jours plus tard. Pendant les opérations d'entraînement dans les eaux hawaïennes, le navire est affecté au 52e escadron de destroyers (Destroyer Squadron 52 - DesRon 52). Le 16 janvier 1944, il quitte Pearl Harbor avec le Task Group 58.2 (TG 58.2) à destination des îles Marshall. En route vers l'atoll de Kwajalein, le groupe est rejoint par la 9e division de cuirassés (Battleship Division 9 - BatDiv 9). Deux jours plus tard, alors que les navires de guerre américains s'approchent de leur objectif, des destroyers de piquet sont envoyés en avant pour protéger la force principale de l'ennemi. Le 24 janvier, le TG 58.2 arrive à l'aube au point de lancement des frappes aériennes contre l'île Roi-Namur. Pendant deux jours, le The Sullivans a protégé les porte-avions USS Essex (CV-9), USS Intrepid (CV-11), et USS Cabot (CVL-28) qui lançaient des raids aériens presque continus. Par la suite, le destroyer poursuivit ses opérations au nord et au nord-ouest de l'île Roi-Namur tout au long de la bataille de Kwajalein jusqu'au 4 février, date à laquelle le TG 58.2 se retira à Majuro pour se ravitailler en carburant et en combustible.
Le 12 février à midi, le The Sullivans a protégé la sortie du Task Group 58.2, dans le cadre du raid de la Task Force 58 (TF 58) sur Truk. Les mêmes porte-avions - Essex, Intrepid et Cabot - dont les avions ont attaqué Roi-Namur, naviguent dans le groupe qui se dirige maintenant vers la base forteresse japonaise dans le Pacifique central. Dès l'arrivée du groupe à son point de départ, le 16 février, les porte-avions lancent ce qui semble être des frappes aériennes presque ininterrompues sur Truk. "Aucune opposition ennemie d'aucune sorte n'a été rencontrée", écrit le commandant du The Sullivans, "ce qui indique que les attaques initiales ont été une surprise totale".
Si l'ennemi a été lent à réagir au début, il n'a pas tardé à riposter en torpillant l'Intrepid à 00h10 le 17. Le porte-avions ralentit à 20 nœuds (37 km/h) et perd le contrôle de la direction. Les destroyers The Sullivans, USS Owen (DD-536), et USS Stembel (DD-644) se sont portés au secours du porte-avions en détresse et l'ont escorté jusqu'à Majuro pour y être réparé. Arrivé à Majuro le 21 février, le destroyer fait route vers Hawaï et arrive à Pearl Harbor le 4 mars pour une mise en cale sèche et des travaux d'entretien.
Remis en route le 22, le The Sullivans couvre la sortie des Task Groups 58.2, 58.9 et 50.15 de Majuro, à destination des Palaos, de Yap et des îles Woleai. Dans la soirée du 29, alors que les navires de guerre américains s'approchent de la zone cible, des avions ennemis attaquent mais sont repoussés par les tirs anti-aériens des navires. Le lendemain, le The Sullivans  protège les porte-avions pendant les frappes aériennes et, le soir même, contribue à repousser une attaque aérienne japonaise.
Après être retourné à Majuro pour se réapprovisionner, le navire de guerre a protégé le TG 58.2 pendant les frappes aériennes sur Hollandia (actuellement connu sous le nom de Jayapura), Tanahmerah, Wakde et Aitape pour soutenir les opérations amphibies en Nouvelle-Guinée. Fin avril, le The Sullivans participe à des raids aériens sur la base japonaise de Truk. Le 29, au cours d'un de ces raids, les Japonais ripostent par une attaque aérienne à basse altitude. Le radar américain détecte quatre avions japonais à 26 km de distance, arrivant rapidement à des altitudes variant de 10 à 500 pieds (150 m). Lorsque les avions arrivent à portée, le The Sullivans ouvre le feu avec un affût double de 40 millimètres et ses cinq canons de 5 pouces (130 mm). Deux avions s'abîment en mer à cause des tirs des navires américains, et un avion croisant devant le The Sullivans est pris sous le feu et s'écrase en flammes sur son travers bâbord.

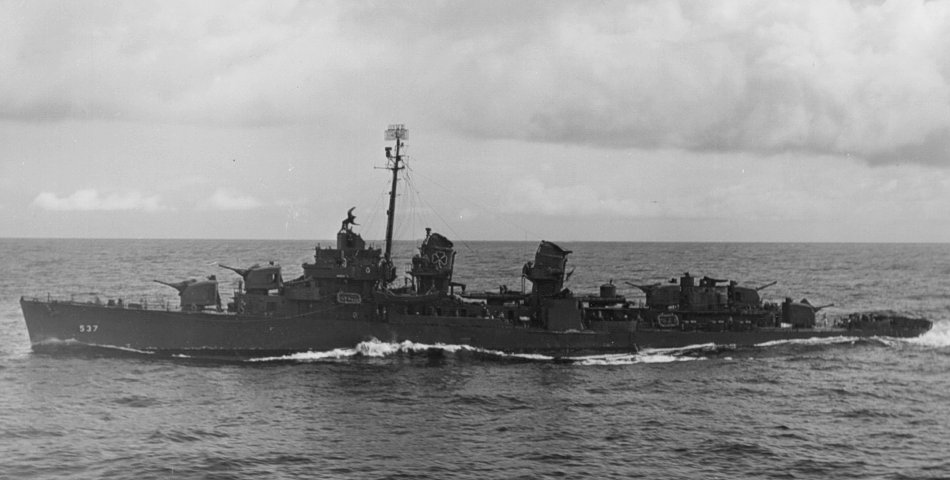
Le The Sullivans au large de Ponape, 2 mai 1944

Le The Sullivans arriva au large de la côte nord-ouest de Ponape dans l'après-midi du 1er mai et couvrit les cuirassés menés par le Iowa qui bombardaient l'île. Depuis le côté désengagé de l'écran, le The Sullivans tire 18 obus à bout portant sur Tumu Point. Il remarqua ensuite trois barges de débarquement japonaises échouées et déplaça ses tirs vers elles. Cependant, il reçut l'ordre général de cessez-le-feu peu de temps après.
Pendant la retraite de l'unité opérationnelle, le The Sullivans s'est ravitaillé depuis le porte-avions USS Yorktown (CV-10)  et est arrivé à Majuro le 4 mai. Dix jours plus tard, le TG 58.2 repart en direction des îles Marcus et Wake. Lançant le premier raid à 8 heures le 19 mai, les porte-avions américains poursuivent leurs frappes aériennes de façon quasi continue, sans interruption de la part de l'ennemi, pendant trois jours. En route vers Majuro, le The Sullivans et ses destroyers jumeaux ont mené des recherches approfondies mais infructueuses pour retrouver un sous-marin présumé.
Le 6 juin, le The Sullivans reprend la mer en direction de Saipan, Tinian et Guam pour protéger les porte-avions lors des frappes aériennes. À l'occasion, le radar du The Sullivans repère des "fouineurs" ennemis à la périphérie de la formation et, avant l'aube du 12 juin à 3h15, le TG 58.2 en abat un en flammes.
Les frappes du deuxième jour contre Saipan eurent lieu le 13 pour soutenir le débarquement américain. Assigné à la tâche de station de liaison de communication entre les forces opérationnelles, le The Sullivans est resté à distance de visée des TG 58.1 et 58.2 pendant la journée. Ce jour-là, il récupère 31 marins marchands japonais après que leur navire ait été coulé au large et transfère ces prisonniers sur le navire-amiral, le croiseur lourd USS Indianapolis (CA-35).
Le 19 juin 1944, au cours du premier jour de la bataille de la mer des Philippines, l'aviation japonaise attaque le groupe d'intervention. Le The Sullivans repère visuellement un avion à une distance de moins de 8 km. Les "Judies", qui plongent à 23 000 pieds (7 000 m), poursuivent leurs attaques. L'un d'eux, pris sous le feu du The Sullivans, subit les tirs de traçage des batteries de 20 et 40 millimètres du navire et, quelques instants plus tard, s'écrase juste à côté de l'horizon. Les attaques aériennes américaines contre l'île de Pagan, menées sans représailles ennemies, complétèrent les frappes Saipan-Tinian-Guam ; et le The Sullivans se rendit avec le TG 58.2 à Eniwetok pour y être entretenu.
Le 30 juin, le The Sullivans a repris son travail au sein de l'écran de protection des porte-avions qui lançaient des frappes aériennes pour soutenir les opérations contre Saipan et Tinian. Au cours de cette action, le The Sullivans a servi de navire de direction des chasseurs pour l'unité 58.2.4.
Le jour de l'Indépendance (Independence Day), le The Sullivans rejoint l'unité de bombardement 1 (TU 58.2.4) pour bombarder les aérodromes, les batteries côtières et d'autres installations sur la côte ouest d'Iwo Jima. Les navires lourds du groupe ouvrent le feu à 15h00, et la fumée et la poussière obscurcissent rapidement les cibles le long de la côte ouest de l'île, rendant le repérage difficile. Le The Sullivans, deuxième navire d'une colonne de destroyers, ouvre le feu à 15h48 sur des avions stationnés sur la piste d'atterrissage sud. Après trois salves, le navire commence à frapper des bombardiers "Bettys" bimoteurs stationnés dans des abris le long de la piste. Cinq avions explosent et huit autres sont probablement endommagés par des éclats d'obus et de l'essence en feu. Quelques minutes plus tard, un navire ennemi ressemblant à un LST se trouve sous le feu du The Sullivans et prend feu à l'arrière. Pendant que le destroyer USS Miller (DD-535) se refermait pour achever la destruction du navire ennemi, le The Sullivans et le reste de l'unité de bombardement se retirèrent et rejoignirent le TG 58.2.
Du 7 au 22 juillet, le TG 58.2 opéra au sud et à l'ouest des Mariannes, menant des frappes aériennes quotidiennes sur les îles Guam et Rota avant de retourner au mouillage de Garapan, à Saipan, pour permettre aux porte-avions de se réapprovisionner en bombes. Mis en route à l'aube du 23, le The Sullivans accompagne le groupe opérationnel qui se dirige vers les Palaos pour des frappes aériennes les 26 et 27. Il rejoignit le TG 58.4 pour un service temporaire le 30 juillet et poursuivit les frappes aériennes jusqu'au 6 août, date à laquelle il rejoignit le TG 58.7, le groupe de bombardement lourd, et opéra avec le TP 34 jusqu'au 11 août, date à laquelle le groupe retourna à Eniwetok pour se réapprovisionner.
Début septembre, alors que la marine se prépare à prendre les Palaos, le The Sullivans soutient les frappes aériennes de neutralisation contre les bases aériennes japonaises aux Philippines. À l'aube du 7 septembre, le The Sullivans commença sa mission de surveillance radar pour le TG 38.2 et la poursuivit pendant les frappes des 9 et 10 septembre. À partir de 18h00 le 12 septembre, les navires notèrent une augmentation de l'activité aérienne - observant de nombreux bogies qui se contentaient d'orbiter autour des formations en tant que fouineurs. Les porte-avions effectuent d'autres raids sur le centre des Philippines les 13 et 14, puis changent de cap vers le nord pour soumettre Manille à des attaques aériennes à partir du 21. Trois jours plus tard, les avions américains frappent à nouveau le centre des Philippines.
De retour au port de Tanapag, à Saipan, à l'aube du 28, le The Sullivans se rendit à côté du cuirassé USS Massachusetts (BB-59) pour y recevoir des munitions, des provisions et pour l'entretien de routine. Cependant, les houles transversales du mouillage ont projeté le The Sullivans contre la coque d'acier du cuirassé, endommageant la coque et la superstructure du destroyer. Après une brève patrouille anti-sous-marine, il se rendit à Ulithi le 1er octobre.
Alors qu'il effectuait des réparations à côté du navire-ravitailleur USS Dixie (AD-14), le The Sullivans a fait partie d'un groupe de destroyers qui s'est détaché du tender lors d'une violente tempête qui a balayé le mouillage. Le The Sullivans dérive librement sous le vent et se met à naviguer "en toute hâte". Cependant, il entre en collision avec le destroyer USS Uhlmann (DD-687). De nombreuses petites embarcations sont ballottées et le The Sullivans sauve quatre hommes du gig du destroyer USS Stockham (DD-68) avant qu'il ne disparaisse sous les vagues. Lorsque la tempête s'est calmée le 4 octobre, le navire de guerre est retourné à Ulithi pour terminer la révision abrégée de l'annexe à côté du Dixie.
Le 6 octobre à 16h15, le The Sullivans sortit avec les porte-avions et les protégea pendant les raids contre des cibles à Formose et aux Ryukyu. Dans la soirée du 12 octobre, alors que les avions retournent vers les porte-avions, les radars repèrent le premier d'une longue série d'avions japonais venant du nord. Pendant les six heures qui suivent, entre 50 et 60 avions japonais soumettent la force opérationnelle américaine à des attaques aériennes continues. Près de 45 minutes après le coucher du soleil, le The Sullivans aperçoit un "Betty" qui arrive à basse altitude sur le côté tribord et le prennent sous son feu. Au cours des 15 minutes suivantes, la formation à laquelle le The Sullivans  était rattaché abattit trois avions ; entre 18h56 et 19h54, le destroyer lui-même prit cinq avions sous son feu. Variant sa vitesse entre 18 et 29 nœuds (54 km/h), la formation entreprend huit manœuvres d'urgence. À chaque fois, les virages opportuns et les tirs nourris des navires repoussent les attaques aériennes ennemies.
La deuxième phase de l'attaque commence à 21h05 le 12 et se poursuit jusqu'à 2h35 le 13. Les Japonais augmentent l'utilisation de la "fenêtre" pour brouiller les transmissions radar américaines tandis que leurs fusées éclairantes illuminent la soirée d'une lumière fantomatique. La formation produisait de la fumée lorsque les avions lance-fusées ennemis s'approchaient, créant un effet de brume sinistre qui aidait à déconcerter les pilotes ennemis. Pendant ce temps, le The Sullivans et les autres navires de la formation exécutent 38 virages simultanés à des vitesses comprises entre 22 et 25 nœuds (46 km/h), tandis que leurs canons maintiennent un feu constant pour repousser les assaillants.
Le lendemain, les porte-avions lancent à nouveau des attaques réussies sur Formose. Au cours de la retraite nocturne qui suit, la formation est à nouveau attaquée par des torpilles japonaises, les "Betties", qui touchent cette fois le croiseur USS Canberra (CA-70) et l'endommagent. Le The Sullivans aide alors à protéger le croiseur endommagé. Le 14, des bombardiers torpilleurs "Betty" frappent le croiseur léger USS Houston (CL-81) et le The Sullivans rejoint bientôt l'écran qui protège les deux croiseurs brisés - surnommés "CripDiv 1" - alors qu'ils se retirent en direction d'Ulithi.
Les choses se passent bien jusqu'au 16, lorsque les Japonais montent une attaque aérienne lourde pour tenter d'achever les croiseurs. Le Houston vacille sous l'impact d'une deuxième frappe à l'arrière, et le The Sullivans ouvre le feu sur le "Frances" qui a lancé l'attaque et éclaboussé l'avion japonais. Le The Sullivans et le destroyer USS Stephen Potter (DD-538) prirent ensuite un second "Frances" sous le feu et le firent tomber de la proue du croiseur USS Santa Fe (CL-60).
Le The Sullivans sauve 118 hommes du Houston et les garde à bord jusqu'au 18, date à laquelle il les transfère à Boston. Alors que les croiseurs endommagés font route vers Ulithi, une force de surface japonaise tente de fermer la formation avant que la Task Force 38 (TF 38) n'intervienne pour les repousser. Le The Sullivans transfère le matériel de récupération au Houston et aide à soigner les nombreux blessés du navire. Pour son rôle dans la direction des tentatives de sauvetage et de récupération du destroyer, le commandant Ralph J. Baum a reçu sa première Silver Star.
Le 20 octobre, le The Sullivans rejoint le TG 38.2 pour des frappes aériennes programmées sur le centre des Philippines en soutien au débarquement de Leyte. À l'aube du 24 octobre, des reconnaissances localisent une force de surface japonaise au sud de Mindoro, et les porte-avions américains lancent des frappes aériennes toute la journée contre les navires de guerre ennemis. Ce matin-là, une attaque aérienne japonaise se développe et le The Sullivans abat un chasseur "Oscar".
Le 25 octobre, des forces ennemies sont aperçues en provenance du nord ; la Task Force 34 (TF 34), dont fait partie le The Sullivans, est formée et se dirige vers le nord, suivant les groupes de porte-avions de la TF 38. À l'aube du 25 octobre, les porte-avions lancent des frappes aériennes pour harceler les unités de surface japonaises, qui se trouvent maintenant à quelque 97 km au nord. À 11 heures, la TF 34 fait demi-tour, recharge les destroyers en carburant et forme le groupe de frappe rapide TG 34.5, avec le Iowa, le USS New Jersey (BB-62), trois croiseurs légers, le The Sullivans et sept autres destroyers. Les forces américaines manquent les Japonais de trois heures, mais tombent sur un traînard et déclarent avoir coulé un croiseur de classe Takao. Les archives japonaises ne confirment pas cette affirmation.
Après avoir balayé la côte de Samar vers le sud à la recherche de " paralysés " ennemis, le The Sullivans et d'autres unités du TG 34.5 firent leur rapport au TG 38.2. Le destroyer resta ensuite dans la zone des Philippines, surveillant les porte-avions rapides et assurant la garde des avions, jusqu'à la mi-novembre. Au crépuscule du 19 novembre, au cours d'une des nombreuses attaques aériennes repoussées par le The Sullivans, le destroyer endommagea un "Betty" par des tirs et le regarda disparaître à l'horizon, fumant mais restant obstinément en l'air. Six jours plus tard, il a eu plus de chance lorsque ses canons ont mis le feu à un avion japonais et l'ont projeté en mer. Deux jours plus tard, son groupe opérationnel retourne à Ulithi.
Le destroyer entreprend des exercices d'entraînement du 8 au 11 décembre avant de rejoindre le TG 38.2 pour protéger ses navires de guerre lors des frappes aériennes sur Manille et le sud de Luçon à partir du 14 décembre. Le 17 décembre, à court de carburant, le The Sullivans commença à se ravitailler, mais le temps se dégradant de minute en minute, il interrompit l'opération. Le typhon Cobra a balayé la Flotte, avec un vent estimé à 115 nœuds (213 km/h) dans la matinée du 18 décembre. Trois destroyers sont coulés et plusieurs navires sont endommagés par les vents et les vagues. L[Quoi ?], dont le trèfle porte-bonheur est peint sur la cheminée, sort indemne du typhon et, le 20 décembre, commence à rechercher des hommes perdus par-dessus bord sur d'autres navires. Le mauvais temps persistant a entraîné l'annulation des frappes aériennes, et le The Sullivans s'est retiré à Ulithi la veille de Noël.

### 1945
Après un bref aller-retour à Manus, escortant le Iowa, le The Sullivans quitta Ulithi le 30 décembre pour couvrir les frappes aériennes du TG 38.2 sur Formose, en soutien aux débarquements américains sur Luçon. Une mer agitée obligea à reporter de trois jours la poussée à grande vitesse vers la cible initialement prévue pour la nuit du 6 janvier 1945. Dans la soirée du 9 janvier, la force opérationnelle franchit le canal de Bashi et pénètre dans la mer de Chine méridionale. Trois jours plus tard, les avions du TG 38.2 survolent Saigon et la baie de Cam Ranh, en Indochine, et s'attaquent aux navires marchands ennemis qu'ils trouvent.
Peu après la fin des frappes aériennes, un groupe de bombardement, le TG 34.5, est formé pour s'attaquer aux éventuels "paralysés" et les éliminer par des tirs de surface. En conséquence, deux cuirassés, deux croiseurs lourds, trois croiseurs légers et 15 destroyers se dirigent vers la baie de Camranh, mais n'y trouvent aucune embarcation japonaise. Tout au long de la journée, cependant, les pilotes des porte-avions ont eu plus de chance et ont bénéficié d'une véritable "journée sur le terrain" avec les marus côtiers. Au cours des frappes aériennes suivantes sur l'île de Hainan, Hong Kong et Formose, le The Sullivans assure un service de piquet radar à 16 km devant le groupe opérationnel.
Un bref répit pour l'entretien à Ulithi fin janvier précède le déploiement du navire avec le TG 58.2, couvrant les porte-avions qui lancent des frappes aériennes dévastatrices sur le territoire japonais, atteignant Tokyo et d'autres cibles sur Honshū les 16 et 17 février. Du 18 au 21 février, les porte-avions américains frappent les positions japonaises qui contestent le débarquement sur Iwo Jima. D'autres frappes sont prévues à Tokyo quatre jours plus tard, mais le mauvais temps oblige à les annuler. Se retirant de la zone, la TF 58 se ravitaille en carburant et entame une course à grande vitesse vers Okinawa à midi le 28 février. Plus tard dans la journée, le The Sullivans repère et détruit une mine dérivante. À l'aube du 1er mars, les Hellcat, Avenger, Dauntless et Helldiver attaquent les positions japonaises sur Okinawa. Les navires de la force opérationnelle ne rencontrent aucune opposition ennemie, ni en mer ni dans le ciel, et se retirent bientôt vers Ulithi.
Le The Sullivans sort 12 jours plus tard, en direction de Kyushu et du sud de Honshū pour soutenir l'invasion d'Okinawa. Une fois de plus, le The Sullivans a fait écran de protection pour le TG 58.2 et s'est tenu prêt à assister aux frappes aériennes des porte-avions le 14 mars. Le 20 mars, le The Sullivans se ravitaille en carburant auprès du porte-avions USS Enterprise (CV-6) à 11h52 et quitte le côté du porte-avions cinq minutes plus tard lorsqu'une alerte au kamikaze fait fuir les navires.
À 14h39, le The Sullivans a commencé à manœuvrer pour se rapprocher à nouveau du Enterprise, cette fois pour récupérer une pièce pour son antenne radar FD. Bientôt, cependant, une autre attaque aérienne ennemie dispersa les navires. Comme aucune ligne n'avait encore été lancée vers le porte-avions, le The Sullivans prit de la vitesse et le dépassa tandis que d'autres navires du groupe d'intervention ouvraient le feu sur les attaquants. Un avion japonais traversa les tirs antiaériens et s'écrasa sur le destroyer USS Halsey Powell (DD-686) à l'arrière, alors que le destroyer faisait le plein de carburant à côté du porte-avions USS Hancock (CV-19). Le destroyer en détresse perd le contrôle de la direction et commence à virer sur l'étrave du grand porte-avions, et seule une manœuvre rapide et radicale de la part du Hancock permet d'éviter la collision.
Le The Sullivans se rapproche rapidement du Halsey Powell pour lui apporter une aide d'urgence. Il ralentit pour s'arrêter 11 minutes plus tard et descendit sa baleinière à moteur pour transférer son officier médical et un pharmacien sur le Halsey Powell, lorsqu'un autre kamikaze surgit du ciel, apparemment déterminé à s'écraser sur le The Sullivans. À 16h10, le radar du destroyer détecte le "Zeke" en approche et, dès que le baleinier à moteur est sorti de l'eau, le The Sullivans bondit en avant, tous les moteurs poussant à la vitesse maximale.
En mettant le gouvernail à droite, le The Sullivans manœuvre radicalement pendant que ses canons de 20 et 40 millimètres envoient des torrents d'obus sur le "Zeke", qui passe à 30 mètres au-dessus de la tête de mât et s'échappe. Pendant ce temps, le Halsey Powell réussit à maintenir le cap à cinq nœuds et, avec le The Sullivans, il se retire en direction d'Ulithi. Cependant, ils ne sont pas au bout de leurs peines. À 10h46 le lendemain, 21 mars, le The Sullivans repère un avion qui se rapproche à 24 km. Identifié visuellement comme un bimoteur "Frances", l'appareil est pris sous le feu de la batterie de 5 pouces du The Sullivans à 9 100 m. Le Halsey Powell s'y joint également et, en quelques instants, le "Frances" s'écrase en mer à environ 2 700 m par le travers du The Sullivans . À 12h50, un Hellcat de la patrouille aérienne de combat (combat air patrol - CAP) du Yorktown, sous la direction du Halsey Powell, éclabousse un autre "Frances". À 13h20, un CAP Hellcat du Intrepid, dirigé par le The Sullivans, abat un "Nick" ou un "Dinah".
Le 25 mars, le The Sullivans et le Halsey Powell arrivent à Ulithi, le premier pour l'entretien avant les exercices d'entraînement et le second pour les réparations de combat.
Le navire de guerre a ensuite rejoint la TF 58 au large d'Okinawa et a surveillé les porte-avions soutenant les débarquements sur l'île. Le 15, alors qu'il effectue des patrouilles radar, le navire subit une attaque aérienne ennemie, mais abat un avion et sort indemne de l'attaque. Il continua à effectuer des patrouilles de surveillance radar pour le groupe opérationnel, s'éloignant de 40 km du corps principal de la force. Dans l'après-midi du 29 avril, il commença à se ravitailler en carburant à partir du porte-avions USS Bunker Hill (CV-17), mais une alerte kamikaze interrompit le ravitaillement, forçant le The Sullivans à se détacher du côté du porte-avions. Au cours de l'action qui s'ensuivit, les destroyers USS Hazelwood (DD-531) et USS Haggard (DD-555) furent tous deux écrasés par des kamikazes mais survécurent.

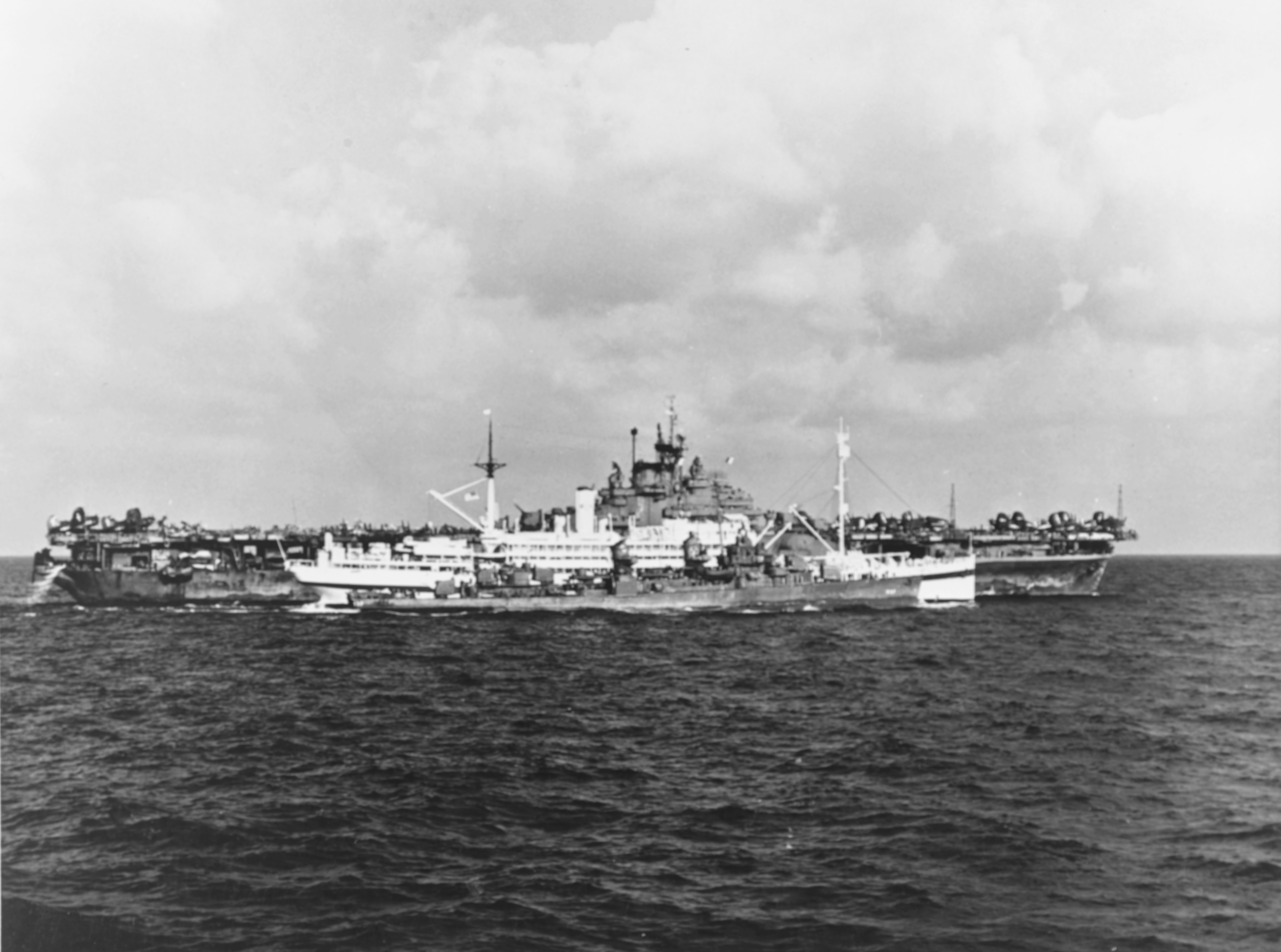
Le prend des blessés à bord du le 12 mai 1945, un jour après que le porte-avions ait été dévasté par une attaque kamikaze. Le The Sullivans est au premier plan.

Les kamikazes ont continué d'assaillir les navires du TG 58.3 alors qu'ils soutenaient les troupes qui se battaient à terre sur Okinawa. Tous les navires, des péniches de débarquement aux cuirassés, sont pris pour cible. Le matin du 11 mai, un kamikaze s'écrase sur le Bunker Hill. Le The Sullivans a rapidement quitté le porte-avions pour porter assistance et ont récupéré 166 hommes forcés de passer par-dessus bord par les incendies qui ont à un moment donné ravagé le navire. Après les avoir transférés sur les navires du TG 50.8 et avoir réapprovisionné ses soutes à carburant, le porte-avions aida à protéger le TG 58.3 pendant les frappes aériennes sur Kyushu.
Trois jours plus tard, lors d'une attaque aérienne matinale, le Enterprise est touché par un kamikaze. Quatre avions ennemis sont abattus dans la mêlée, dont un par le The Sullivans, dans ce qui s'avère être sa dernière action de combat pendant la Seconde Guerre mondiale.
Le The Sullivans a jeté l'ancre dans la baie de San Pedro, dans le golfe de Leyte, le 1er juin, pour se détendre et s'entretenir. Il quitta Leyte le 20 juin, en direction de la côte ouest, via Eniwetok et Pearl Harbor. Le destroyer arriva à Mare Island (Californie) le 9 juillet et, deux jours plus tard, commença sa révision. Il a donc manqué l'activité finale de la flotte qui a mis fin à la guerre.
Entre-temps, le retour de la paix ayant considérablement réduit les besoins de la marine en navires de guerre, le The Sullivans fut désarmé à San Diego le 10 janvier 1946 - peu après la fin de sa révision - et placé dans la Flotte de réserve du Pacifique (Pacific Reserve Fleet).

### Service pendant la guerre de Corée
Le The Sullivans est resté désarmé à San Diego jusqu'en mai 1951, date à laquelle il a commencé à être réactivé. Cette réactivation est due à l'expansion de la flotte navale en raison de la guerre de Corée. Il a été remis en service le 6 juillet 1951. Le The Sullivans se dirigea bientôt vers son port d'attache de Newport, dans l'état de Rhode Island, en passant par le canal de Panama. Pendant l'hiver 1951-52, le navire a effectué des exercices d'entraînement au large de la côte est et dans les Caraïbes. Le The Sullivans quitte Newport le 6 septembre 1952 à destination du Japon. En passant par le canal de Panama, San Diego, Pearl Harbor et Midway, il est arrivé à Sasebo, au Japon, le 10 octobre 1952. Le lendemain, il fait route pour rejoindre la Task Force 77 (TF 77) au large des côtes orientales de la Corée. Ses tâches consistaient à protéger les porte-avions rapides qui lançaient des frappes aériennes répétées pour interdire les lignes de ravitaillement ennemies. Il soutient également les forces terrestres des Nations unies qui luttent contre les forces communistes. Le The Sullivans est resté en service jusqu'au 20 octobre 1952, date à laquelle il s'est rendu à Yokosuka, au Japon, pour une brève remise en état.

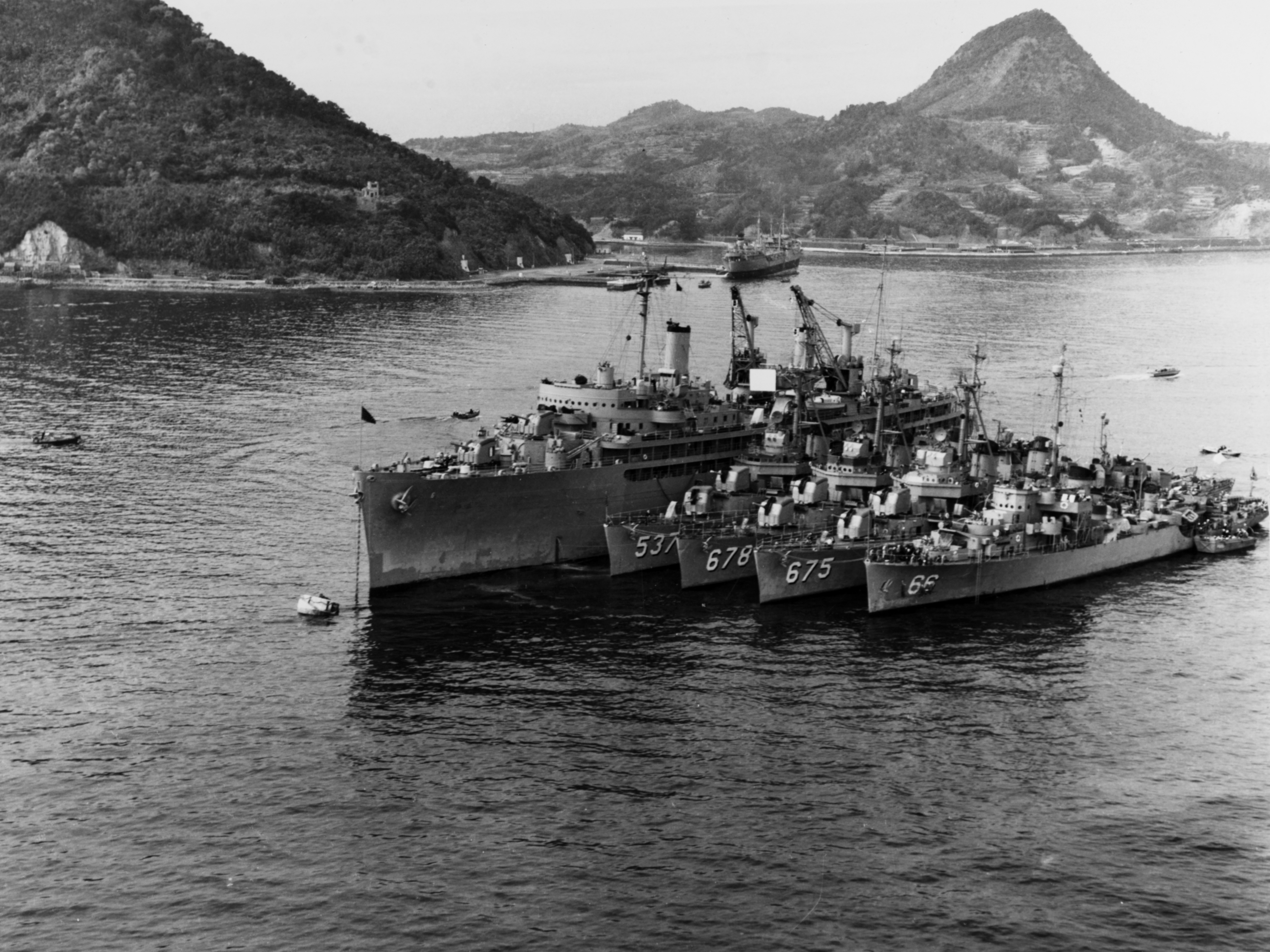
Le The Sullivans aux côtés du, décembre 1952

Après la remise en état, le The Sullivans s'est arrêté dans la baie de Nakagusuku (Buckner Bay), au sud d'Okinawa, puis a rejoint la Task Force 77. Dès son arrivée, le 16 novembre 1952, il reprend ses activités de contrôle et de garde d'avions. Il soutient les porte-avions qui s'attaquent aux lignes de ravitaillement nord-coréennes en s'approchant à moins de 120 km de la base soviétique de Vladivostok, en Russie. Des chasseurs MiG-15 s'approchèrent de la force opérationnelle, mais la patrouille aérienne de combat Grumman F9F Panther abattit deux des attaquants et en endommagea un troisième lors du premier engagement de l'histoire entre des chasseurs à réaction au-dessus de l'eau. Le destroyer est revenu à Sasebo, au Japon, le 5 décembre 1952. Depuis Sasebo, il a rejoint les forces des Nations unies le 14 décembre 1952 pour bloquer les côtes coréennes. Sa mission était d'interdire le trafic maritime et de bombarder des cibles côtières pour soutenir les troupes terrestres des Nations unies et empêcher les opérations de ravitaillement de l'ennemi. Arrivé dans la zone "G" le lendemain, le The Sullivans a pris contact avec l'ennemi le 16 au large de Songjin, en Corée du Nord, qui était un important terminus ferroviaire et un centre de ravitaillement. Les jours suivants, il bombarde les trains et les tunnels. Il ouvre fréquemment le feu pour détruire le matériel roulant et les dépôts, et empêcher les réparations des voies ferrées et des bâtiments.
Le jour de Noël 1952, le The Sullivans a touché directement un pont ferroviaire alors qu'il était sous le feu des positions d'artillerie ennemies sur le rivage. Cinquante obus tirés par les canons ennemis ne touchent pas le navire, mais des fragments d'obus sont projetés sur les ponts du navire de guerre. Les tirs de contre-batterie effectués depuis le navire détruisent au moins une des positions d'artillerie ennemie.
Le The Sullivans a reçu l'ordre de rentrer chez lui et a quitté Yokosuka, au Japon, le 26 janvier 1953. Pendant le voyage de retour, le navire fait escale à Buckner Bay, Okinawa, Hong Kong, Subic Bay, Singapour, Colombo, Bombay, Bahreïn et Aden. Le The Sullivans a ensuite traversé la mer Rouge, le canal de Suez et s'est rendu à Cannes, en France, en passant par Naples. Après une brève escale de ravitaillement à Gibraltar, le navire de guerre atteint Newport le 11 avril 1953.

### Déploiement de la6eflotte

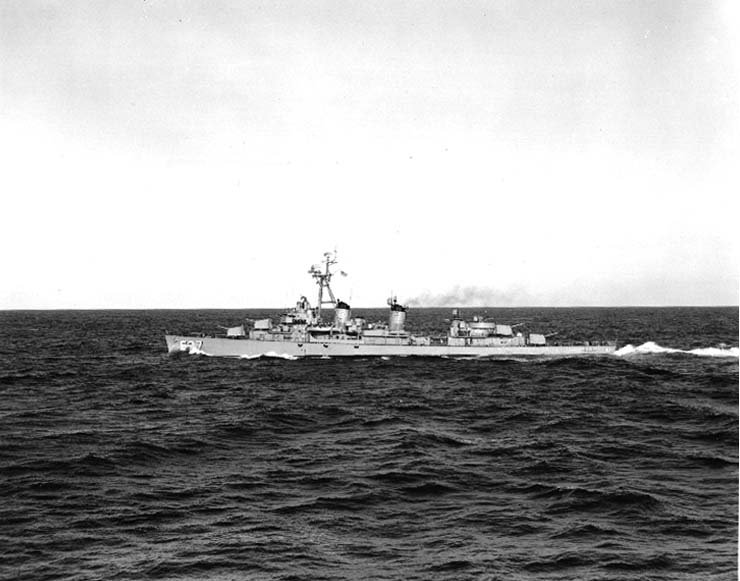
Le The Sullivans au large de Newport, Rhode Island, 29 octobre 1962

Le destroyer a opéré à partir de son port d'attache pendant une bonne partie de l'été 1953, avant d'être déployé en Méditerranée pour une période de service au sein de la 6e Flotte (6th Fleet). Il y reste jusqu'à la fin de l'année et retourne à Newport le 3 février 1954 pour des opérations au large de la côte est et dans les Caraïbes jusqu'en mai 1955. Il est à nouveau déployé dans les eaux européennes et méditerranéennes de mai à août de la même année avant de revenir à Newport à la fin de l'été.
Au cours des années suivantes, le The Sullivans continue d'alterner les opérations sur la côte est et les déploiements en Méditerranée. Au cours de l'été 1958, la sécurité du Liban est menacée par les communistes et le président Dwight D. Eisenhower ordonne aux navires américains de débarquer des troupes pour protéger les Américains et contribuer à stabiliser la situation tendue. Les The Sullivans ont soutenu le débarquement des Marines à Beyrouth. Une fois que leur présence a permis de dissiper la crise, le navire est rentré aux États-Unis pour une révision de trois mois dans le chantier naval, suivie d'une remise à niveau à la base navale de la baie de Guantánamo (Guantanamo Bay Naval Base), à Cuba.
De retour à Newport en mars 1959, le The Sullivans se joint à un groupe de chasse et de destruction formé autour du porte-avions USS Lake Champlain (CV-39). Puis, après avoir effectué une croisière d'entraînement pour les aspirants de l'United States Naval Academy (USNA] et du Naval Reserve Officers Training Corps (NROTC) au cours de laquelle il a également mené des opérations de lutte anti-sous-marine, le destroyer a pris la mer pour un autre déploiement en Méditerranée qui a duré jusqu'à son retour au pays à l'automne.
Les opérations au départ de Newport occupent le The Sullivans jusqu'au début du printemps 1960, lorsqu'il se dirige vers le sud pour des évaluations ASROC au large de Key West, en Floride. Au cours de ce déploiement dans le sud, les 31 mars et 1er avril, le navire de guerre a aidé à sauver cinq des onze survivants d'un Boeing KC-97 Stratofreighter (Model F Stratotanker) de l'armée de l'air américaine (U.S. Air Force) qui s'était écrasé à 65 km de la côte de Floride, près de Cape Canaveral.
Après les exercices de l'Organisation du traité de l'Atlantique nord (OTAN) en septembre, le The Sullivans a visité Lisbonne, au Portugal, avant de faire un voyage rapide à travers la Méditerranée, le canal de Suez et la mer Rouge, jusqu'à Karachi, au Pakistan occidental. Fin octobre et début novembre, il a participé à l'opération "Midlink III", des opérations conjointes avec des navires de guerre pakistanais, iraniens et britanniques. De retour en Méditerranée, le The Sullivans effectue des exercices avec la marine française et la 6e Flotte et rentre à temps pour Noël.
En janvier 1961, le The Sullivans assiste aux essais en mer du sous-marin nucléaire lanceur d'engins USS Abraham Lincoln (SSBN-602) au large de Portsmouth, dans le New Hampshire, avant de se diriger vers le sud et de participer à l'opération Springboard. Pendant son séjour dans les Caraïbes, il visite la Martinique. Brièvement de retour à Newport au début du mois de mars, le The Sullivans est retourné dans les Antilles pour participer à des exercices de débarquement à Vieques, à Porto Rico.
En avril, le navire a entamé un entraînement intensif dans les eaux de Floride afin de se préparer à couvrir le projet Mercury. Le The Sullivans rejoint le lac Champlain à la station navale de Mayport (Naval Station Mayport), en Floride, et s'y installent. Le 5 mai 1961, la capsule spatiale Mercury du commandant Alan Shepard, Freedom 7, passe au-dessus du lac Champlain, s'y abîme et est rapidement secourue par des hélicoptères du porte-avions. Le The Sullivans a ensuite effectué une croisière pour les aspirants en juin, visitant New York et Halifax, en Nouvelle-Écosse.
De septembre 1961 à février 1962, le The Sullivans subit une révision majeure au chantier naval de Boston (Boston Naval Shipyard). Peu après, il a rejoint la baie de Guantanamo pour s'entraîner à servir de navire-école. Il sert alors de destroyer modèle dans lequel les élèves officiers peuvent voir et apprendre les principes fondamentaux du fonctionnement d'un destroyer. En mai et en août, le The Sullivans a effectué des croisières d'entraînement dans les Caraïbes pour l'école des destroyers.
En octobre 1962, après la découverte de missiles soviétiques à Cuba, le The Sullivans a rejoint les forces navales américaines qui bloquaient l'île pendant les négociations avec l'Union soviétique. Lorsque le gouvernement soviétique a retiré les armes stratégiques, le destroyer est retourné à Newport.
Le 7 janvier 1963, le The Sullivans quitte Newport à destination des Caraïbes et d'une nouvelle croisière d'entraînement. Après son retour à Newport, il a mené des opérations locales pour l'école des destroyers. La perte tragique du sous-marin nucléaire USS Thresher (SSN-593) au large de Boston le 10 avril 1963 a amené le destroyer à participer aux enquêtes d'urgence sur la catastrophe.
Pendant le reste de l'année 1963 et les premiers mois de 1964, le The Sullivans continue à former des élèves officiers. Le 1er avril 1964, le destroyer a été transféré à la Force de Réserve Navale (Naval Reserve Force), et son port d'attache a été changé à New York. Quittant Newport le 13 avril, le navire de guerre se rendit à New York et embarqua l'équipage de réserve qu'il avait sélectionné. Ses croisières avec les réservistes embarqués ont été principalement consacrées à des exercices de luttes anti-sous-marines et ont conduit le navire dans des ports canadiens tels que Halifax (Nouvelle-Écosse), Saint John (Nouveau-Brunswick) et Charlottetown (Île-du-Prince-Édouard) au nord, et à Palm Beach (Floride) au sud.
Après la collision entre le porte-avions australien HMAS Melbourne (R21) et le destroyer HMAS Voyager (D04), qui s'est soldée par le naufrage du Voyager le 10 février 1964, les États-Unis ont proposé le The Sullivans à l'Australie, ainsi que son jumeau (sister ship), le USS Twining (DD-540), pour le remplacer temporairement. Au lieu de cela, la Royal Australian Navy a accepté l'offre de la Royal Navy britannique, qui lui a proposé le destroyer HMAS Duchess de classe Daring, de la même classe que le Voyager.

## Préservation

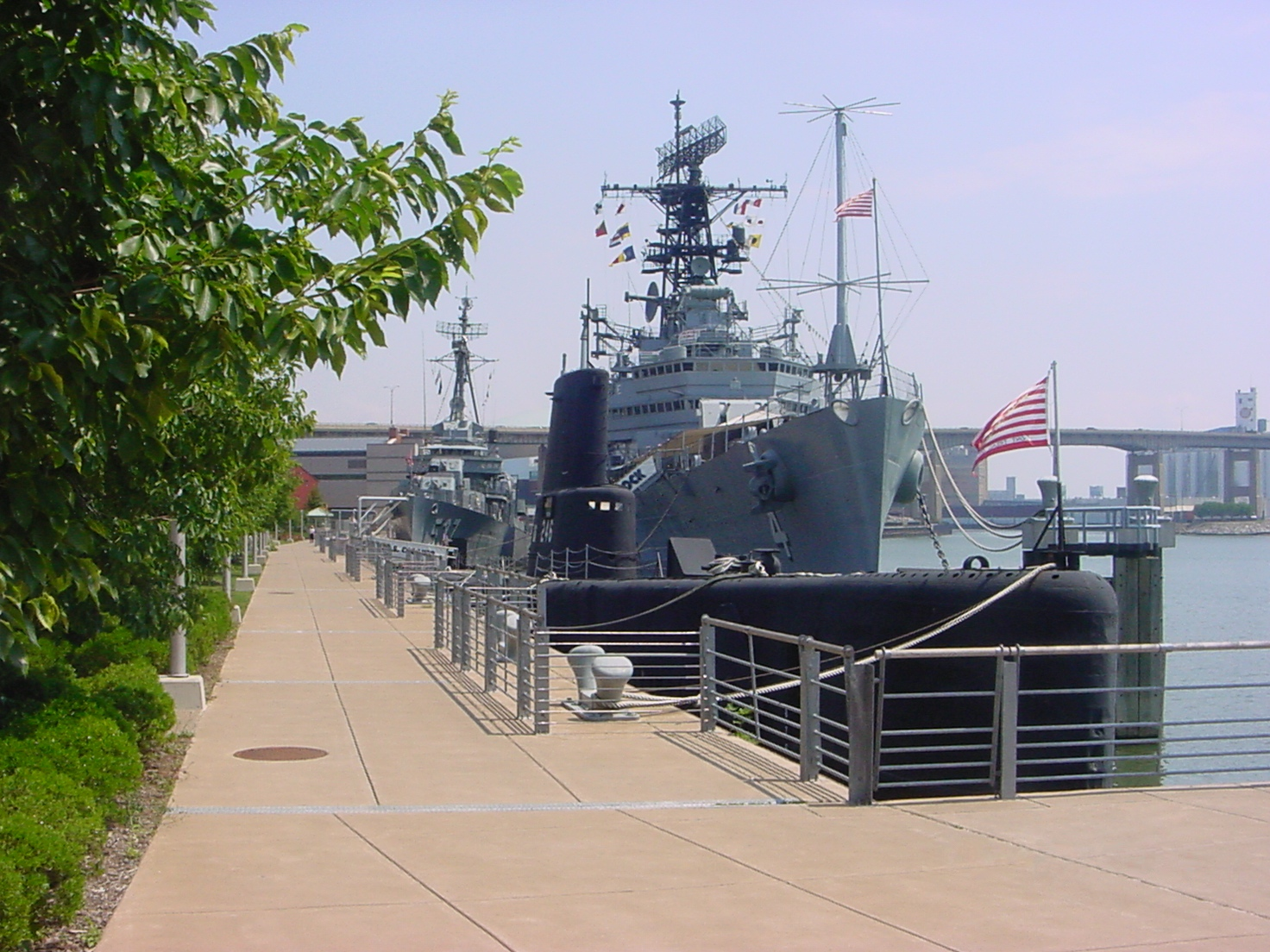
Le The Sullivans avec le croiseur et le sous-marin

Le 7 janvier 1965, le The Sullivans a été déclassé au chantier naval de Philadelphie (Philadelphia Naval Shipyard) et est resté en réserve jusque dans les années 1970.
En 1977, le The Sullivans et le croiseur USS Little Rock (CL-92) ont été reconditionnés pour être donnés au Buffalo and Erie County Naval & Military Park à Buffalo, dans l'État de New York. Le navire sert maintenant de navire-musée commémoratif et est ouvert aux visites publiques.
Le navire a été déclaré National Historic Landmark en 1986,,. Le 26 février 2021, il a été rapporté que le The Sullivans prenait l'eau et gîtait. L'âge du navire et les dommages causés par les intempéries sont les causes les plus probables de la fuite sous la ligne de flottaison.

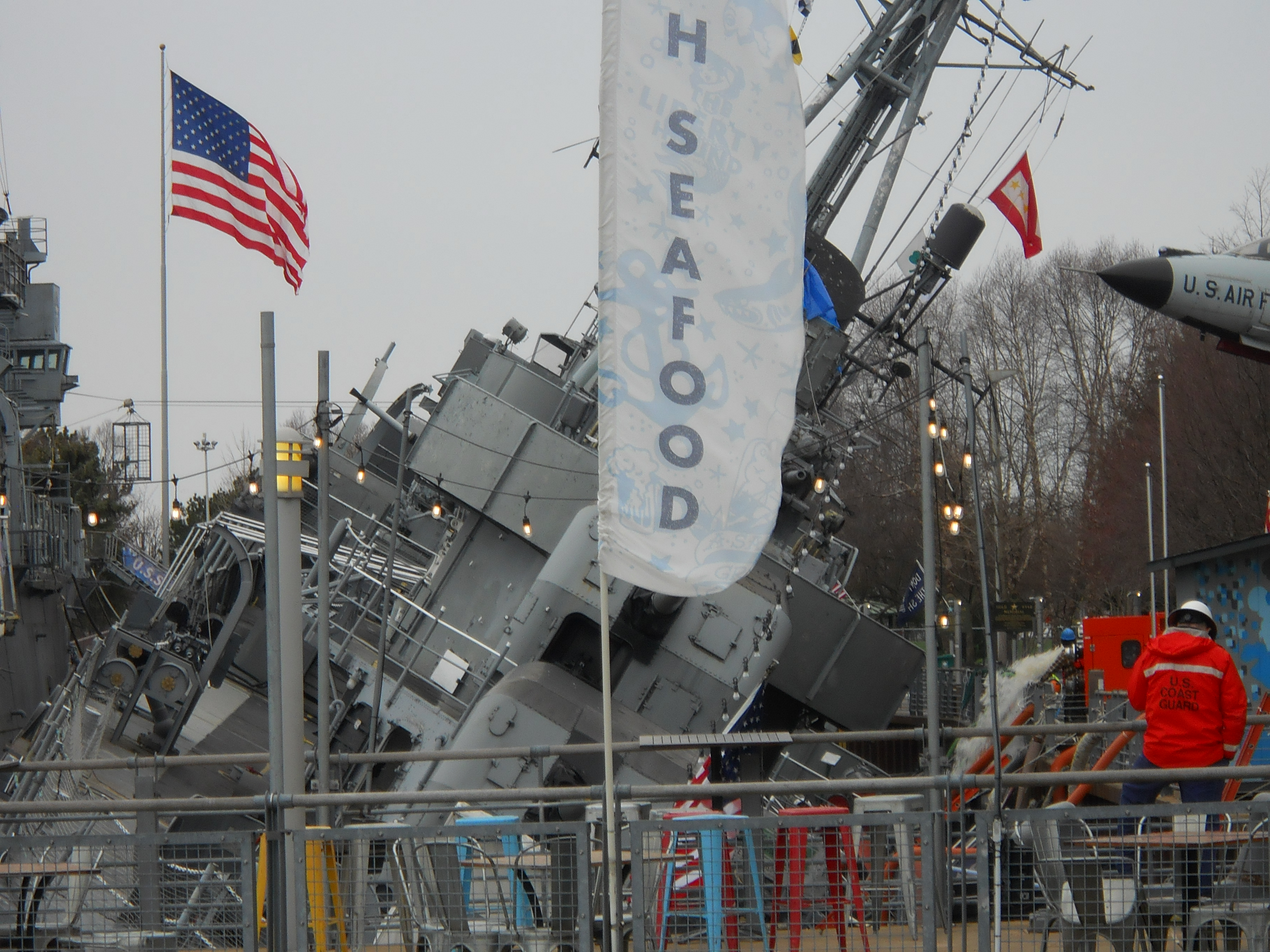
USS The Sullivans le 15 avril 2022. Un membre de l'USCG observe le pompage de l'eau dans la coque du navire.

Le 14 avril 2022, le navire commence à prendre de la gîte et semble se trouver plus bas dans l'eau que d'habitude ; des membres de l'équipage déclarent à un journaliste que le navire n'est plus alimenté en électricité. Une déclaration publique ultérieure fait état d'une "grave brèche dans la coque" qui fait l'objet d'une enquête, une partie du navire reposant sur le lit du fleuve, mais restant pour l'essentiel hors de l'eau. Une évaluation effectuée sous le pont en mai qualifie de considérables les dommages subis par l'intérieur du navire.
En août 2022, le The Sullivans est rouvert aux visites après les réparations.
Trois autres navires de classe Fletcher sont conservés comme mémoriaux :
- USS Cassin Young (DD-793) à Boston, Massachusetts
- USS Kidd (DD-661) à Baton Rouge, Louisiane
- Destroyer grec Velos ancien USS Charrette à Athènes, Grèce

## Décorations
Le The Sullivans' a reçu neuf Service star (battle stars) pour le service pendant la Seconde Guerre mondiale et deux pendant la guerre de Corée.

## Galerie
|                   |
| USS The Sullivans |

|                  |
| Canons de 127 mm |

|         |
| Emblème |